# 峰岸久
峰岸 久（みねぎし ひさし、1924年5月5日 - 2023年11月17日）は、日本の翻訳家、ジャーナリスト。本名、埜邑 義道（のむら よしみち）。
日本記者クラブ会員、日本文芸家協会会員。峯岸 久の表記もある。
北海道函館市生まれ。1952年東京大学仏文科卒。同年、日本新聞協会に入会。会報・編集各課次長、広告課長、業務部長兼経営部長、国際部長。1979年、事務局次長、同年理事待遇。1989年4月欧州駐在代表。
一方、翻訳家としてジョン・ウィンダム、J・G・バラード、クリフォード・D・シマックなどのSFを主として翻訳した。

## 翻訳
- 『ベルの死』（ジヨルジュ・シムノン、早川書房） 1957
- 『メグレ罠を張る』（ジョルジュ・シムノン、早川書房、世界探偵小説全集） 1958
- 『明日に賭ける』（ウィリアム・P・マッギヴァーン、早川書房） 1959、のち文庫
- 『沈んだ世界』（J・G・バラード、創元推理文庫） 1968
- 『結晶世界』（バラード、早川書房、世界SF全集26） 1969
- 『縄の戦士』（ピアズ・アンソニイ、早川書房） 1970
- 『この人を見よ』（マイクル・ムアコック、早川書房） 1974、のち文庫
- 『伝道の書に捧げる薔薇』（ロジャー・ゼラズニイ、浅倉久志共訳、早川文庫） 1976
- 『パニック・ボタン』（エリック・フランク・ラッセル、創元推理文庫） 1978
- 『オルシニア国物語』（アーシュラ・K・ル・グィン、早川書房） 1979、のち文庫
- 『モッキンバード』（ウォルター・テヴィス、早川書房） 1982
- 『ありえざる伝説』（ウィリアム・ゴールディング他、宇野利泰共訳、早川文庫） 1983
- 『忠誠の誓い』（ラリイ・ニーヴン&ジェリイ・パーネル、早川文庫） 1984
- 『人質交渉人 ブルッサール警視回想録』（ロベール・ブルッサール、草思社） 2002

### E・S・ガードナー
- 『嘲笑うゴリラ』（E・S・ガードナー、早川書房） 1956、のち文庫
- 『五人目のブルネット』（E・S・ガードナー、早川書房） 1957、のち文庫
- 『カレンダー・ガール』（E・S・ガードナー、早川書房） 1960、のち文庫

### ジョン・ウインダム
- 『トリフィドの日』（ジョン・ウインダム、早川書房、ハヤカワ・SF・シリーズ） 1963
- 『さなぎ』（ジョン・ウインダム、早川書房） 1966、のち文庫
- 『地衣騒動』（ジョン・ウインダム、早川書房、世界SF全集） 1969
- 『宇宙知性チョッキー』（ジョン・ウインダム、早川書房） 1970
- 『ユートピアの罠』（ジョン・ウィンダム、創元推理文庫） 1981

### クリフォード・D・シマック
- 『シマックの世界』（クリフォード・D・シマック、小尾芙佐共訳、早川書房） 1969
- 『大きな前庭』（クリフォード・D・シマック、小尾芙佐共訳、早川文庫） 1981
- 『宇宙からの訪問者』（クリフォード・D・シマック、創元推理文庫） 1983

### テッド・オールビュリー
- 『合衆国を売った男』（テッド・オールビュリー、創元推理文庫） 1984
- 『ランターン組織網』（テッド・オールビュリー、創元推理文庫） 1985
- 『オデッサ狩り』（テッド・オールビュリー、創元推理文庫） 1986
- 『偽りの亡命者』（テッド・オールビュリー、創元推理文庫） 1987
- 『鏡の荒野』（テッド・オールビュリー、創元推理文庫） 1991
- 『墜ちた工作員』（テッド・オールビュリー、創元推理文庫） 1993